# Armia Krymska
Armia Krymska (ros. Крымская советская армия) – radziecka armia z okresu wojny domowej.

## Historia
Powstała w 5 maja 1919 roku na podstawie decyzji rządu Krymskiej Socjalistycznej Republiki Radzieckiej, z znajdującej się na terenie Krymu radzieckiej 1 Dywizji Zadnieprowskiej. Pomimo nazwy miała siłę zaledwie dywizji, gdyż w jej skład wchodziło zaledwie 8650 bagnetów (żołnierzy piechoty), 1010 szabel (kawalerzystów), 48 ciężkich karabinów maszynowych i 25 dział. 
Po powstaniu armia walczyła z wojskami gen. A. Denikina, szczególnie ciężkie walki prowadziła na płw. Kreczeńskim. W maju i czerwcu 1919 roku prowadziła działania przeciwko oddziałom powstańczym Grigorjewa. 
Po ostatecznym wycofaniu się wojsk bolszewickich z terenu Krymu, została w dniu 21 lipca 1919 roku rozwiązana, a jej oddziały weszły w skład 14 Armii.

## Dowódcy
- Pawieł Dybienko (5 maja – 21 lipca 1919)